# Шляхами Великого Кобзаря
«Шляхами Великого Кобзаря» –  ілюстрований науково-популярний атлас, що  містить біографію Тараса Григоровича Шевченка та в хронологічному порядку висвітлює певний період життя Кобзаря. Хронологія подій в атласі подається за старим стилем.Опублікований видавництвом "Картографія".

## Історія створення
Атлас «Шляхами Великого Кобзаря», присвячений 200-річчю з дня народження Т. Г. Шевченка і виготовлений на замовлення Державного комітету телебачення і радіомовлення України за програмою «Українська книга» 2013 року.

## Загальні відомості
Атлас «Шляхами Великого Кобзаря» є 
ілюстрованим науково-популярним картографічним виданням, що на 88 сторінках містить біографію Тараса Григоровича Шевченка – геніального поета і художника, творча спадщина якого увійшла до скарбниці найцінніших надбань світової культури.
Атлас «Шляхами Великого Кобзаря» підготовлений з використанням матеріалів заповідників та музеїв Т. Г. Шевченка в Україні та в інших державах.

## Зміст
Атлас складається з 6 розділів, кожен з 
яких в хронологічному порядку висвітлює певний період життя Кобзаря. Хронологія подій в атласі подається за старим стилем.
Докладно, із залученням нових даних, висвітлено дитячі та юнацькі роки поета, перші роки його перебування в Петербурзі, подорожі Україною, перебування в Орській фортеці й Оренбурзі, участь в Аральській описовій експедиції, службу в Новопетровському укріпленні, третю подорож Україною, останні роки життя. Тексти розкривають людські й творчі контакти митця з прогресивними діячами культури, їхній вплив на творчість поета й художника. Подано відомості про багатьох осіб з оточення Т. Г. Шевченка; широко представлені репродукції його малярських творів.
Шостий розділ атласу присвячений вшануванню пам'яті Тараса Шевченка.
На картах показані села, містечка і міста, якими мандрував Великий Кобзар, місця перебування поета у засланні, у Санкт-Петербурзі, Києві та Москві. Окремі карти демонструють місця, де зберігається спадщина поета та пам’ятні об'єкти.

## Характеристика видання
Формат атласу 24 х 32,3 см, 88 сторінок
Обкладинка: тверда, ламінована
Мова: українська
Видано: грудень 2013 р.